# Nanporo
Nanporo (jap. 南幌町 Nanporo-chō) – miasto w Japonii, w prefekturze Hokkaido, w podprefekturze Sorachi. Według danych na rok 2020 miejscowość zamieszkiwało 7 319 mieszkańców , a gęstość zaludnienia wyniosła 90 os./km².